# Passova ganymedes
Passova ganymedes är en fjärilsart som beskrevs av Bell 1931. Passova ganymedes ingår i släktet Passova och familjen tjockhuvuden. Inga underarter finns listade i Catalogue of Life.